# Alvin Gentry
Alvin Gentry (Shelby, 5 de novembro de 1954) é um treinador de basquetebol norte-americano. É o atual treinador principal do Sacramento Kings da NBA.
Iniciou a carreira como treinador assistente da equipe da Universidade Baylor. Em 1995 estreou como treinador interino no Miami Heat, ao substituir Kevin Loughery. Em fevereiro de 1998 substituiu Doug Collins como treinador do Detroit Pistons onde permaneceu até março de 2000, demitido antes do fim da temporada. Porém, no mesmo ano, assumiu o comando do Los Angeles Clippers permanecendo até março de 2003, novamente demitido antes do fim do campeonato.
Somente em fevereiro de 2009 voltaria a desempenhar a função de treinador principal. Desta vez assumindo o cargo no Phoenix Suns do demitido Terry Porter. Em janeiro de 2013 foi demitido após desempenho de 13 vitórias e 28 derrotas na temporada 2013–14.
Desde maio de 2015 comanda o New Orleans Pelicans.